# Maggie Nelson
Pour les articles homonymes, voir Nelson.
Maggie Nelson, née en 1973 à San Francisco, est une essayiste, poètesse et universitaire américaine. Ses œuvres traitent de sujets comme le féminisme, l'identité sexuelle, le genre, la théorie queer, la philosophie, la critique d'art, la théorie littéraire, la violence sexuelle. L’éclectisme de son écriture rend plusieurs de ses œuvres inclassables quant aux genres littéraires usuels. Maggie Nelson a qualifié sa démarche d’autothéorie, un terme qu’elle emprunte à Paul B. Preciado.
Ses œuvres les plus connues sont Bleuets et Les Argonautes.

## Biographie
Maggie Nelson, née en 1973, grandit à Bay Area, un quartier de San Francisco.  
Elle obtient en 1994 son Bachelor of Arts de l'université Wesleyenne. En 2004, elle soutient avec succès sa thèse de doctorat (Ph.D) en littérature anglaise au Graduate Center of the City University de New York.  
En 2005, après avoir enseigné dans différentes institutions universitaires, Maggie Nelson devient professeure à la School of Critical Studies at California Institute of the Arts,. Elle est par la suite nommée directrice du programme de création littéraire. Parallèlement, elle enseigne la littérature anglaise aux doctorants à l'université du Sud de la Californie (Dornsife College of Letters, Arts and Sciences).
Elle vit à Valencia, dans la banlieue de Los Angeles, avec l'artiste transgenre Harry Dodge (en) et leurs deux enfants,.

## Pensée
Maggie Nelson est influencée par la pensée et les travaux de Judith Butler, Donald Winnicott, Eve Kosofsky Sedgwick, Gilles Deleuze, Antonin Artaud, Eileen Myles, Annie Dillard, Robert Creeley, David Wojnarowicz, Charles Bukowski, Rainer Maria Rilke, Paul Celan,.
Dans son best-seller Les Argonautes, Maggie Nelson s'affranchit du carcan des genres littéraires établis. Mêlant écriture autobiographique et théorie critique, elle explore des questionnements sur la famille, le genre, la violence sexuelle, l'histoire de l'avant-garde, la philosophie,,.

## Publications
- (en) Shiner, Hanging Loose Press, 2001
- (en) The Latest Winter, Hanging Loose Press, 2003
- (en) Something Bright, Then Holes, Soft Skull Press, 2003

- (en) Jane : A Murder, Soft Skull Press, 2005
- (en) Women, the New York School, and Other True Abstractions, University Of Iowa Press, 2007
- (en) The Red Parts, Free Press, 2007
- (en) Bluets, Wave Books, 2009
- (en) The Art of Cruelty : A Reckoning, W. W. Norton & Company, 2011
- (en) The Argonauts, Graywolf Press, 2015 (présentation en ligne)[15]
- (en) On Freedom : Four Songs of Care and Constraint, Graywolf Press, 2021

### Traductions en français
- Une Partie rouge : autobiographie d'un procès [« The Red Parts »]  (trad. de l'anglais par Julia Deck), Paris, Éditions du sous-sol, 2017, 224 p. (ISBN 978-2-36468-270-2)
- Les Argonautes [« The Argonauts »]  (trad. de l'anglais par Jean-Michel Theroux), Paris, Éditions du sous-sol, 2018, 240 p. (ISBN 978-2-36468-290-0)
- Bleuets [« Bluets »]  (trad. de l'anglais par Céline Leroy), Paris, Éditions du sous-sol, 2019, 112 p. (ISBN 978-2-36468-366-2)
- Jane, un meurtre [« Jane : A Murder »]  (trad. de l'anglais par Céline Leroy), Paris, Éditions du sous-sol, 2021, 112 p. (ISBN 978-2-36468-526-0)
- De la liberté : Quatre chants sur le soin et la contrainte [« On Freedom : Four Songs of Care and Constraint »]  (trad. de l'anglais par Violaine Huisman), Paris, Éditions du sous-sol, 2022, 416 p. (ISBN 9782364685475)

## Prix et Distinctions
- 2010 : Boursière de Fondation J.S. Guggenheim[16]
- 2011 : Boursière du National Endowment for the Arts Literature, mention poésie[17]
- 2012 : Boursière Creative Capital Literature
- 2016 : Boursière de la Fondation MacArthur[18]